# Wälder Gyula

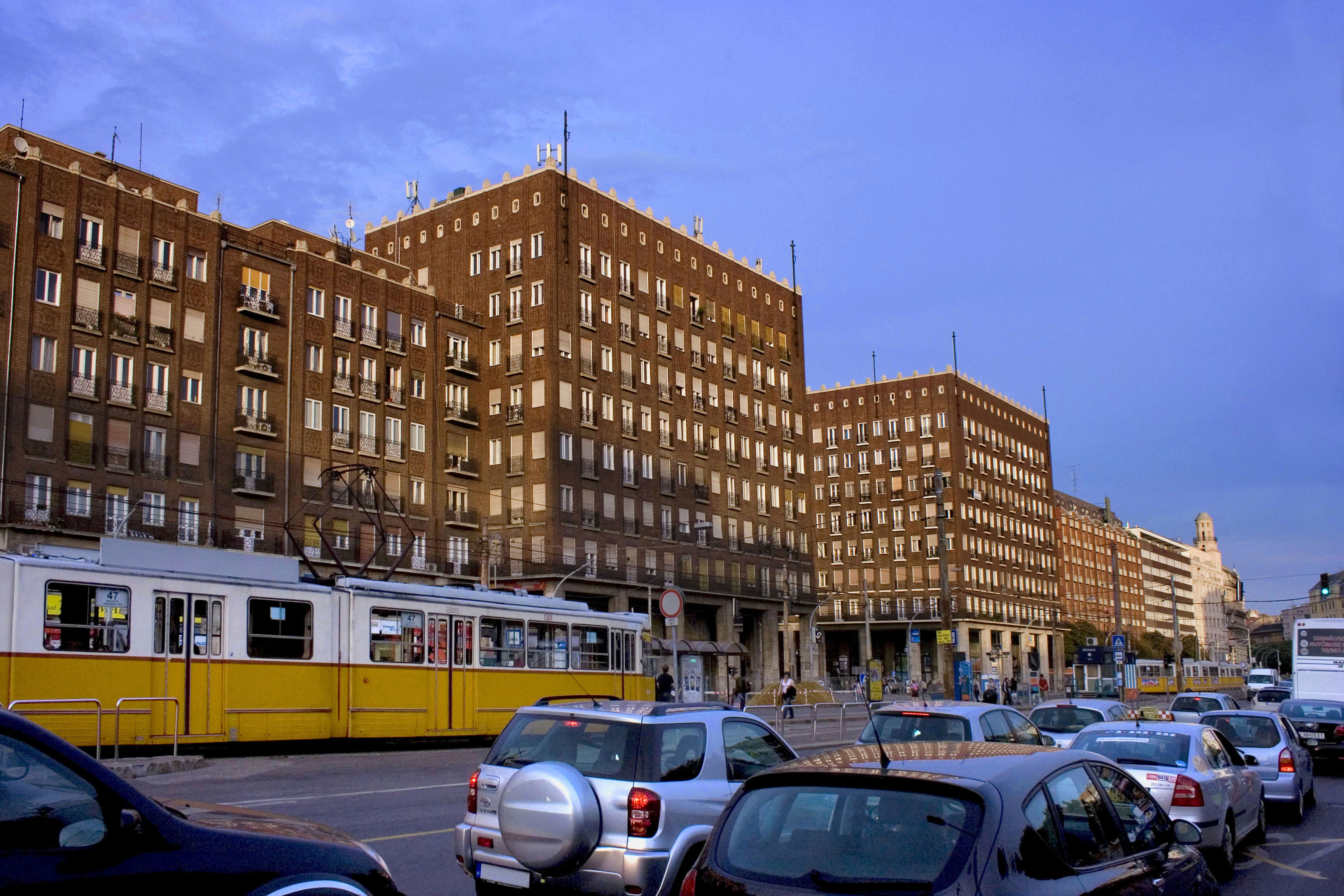
Budapest, Madách téri bérház (1937–38)

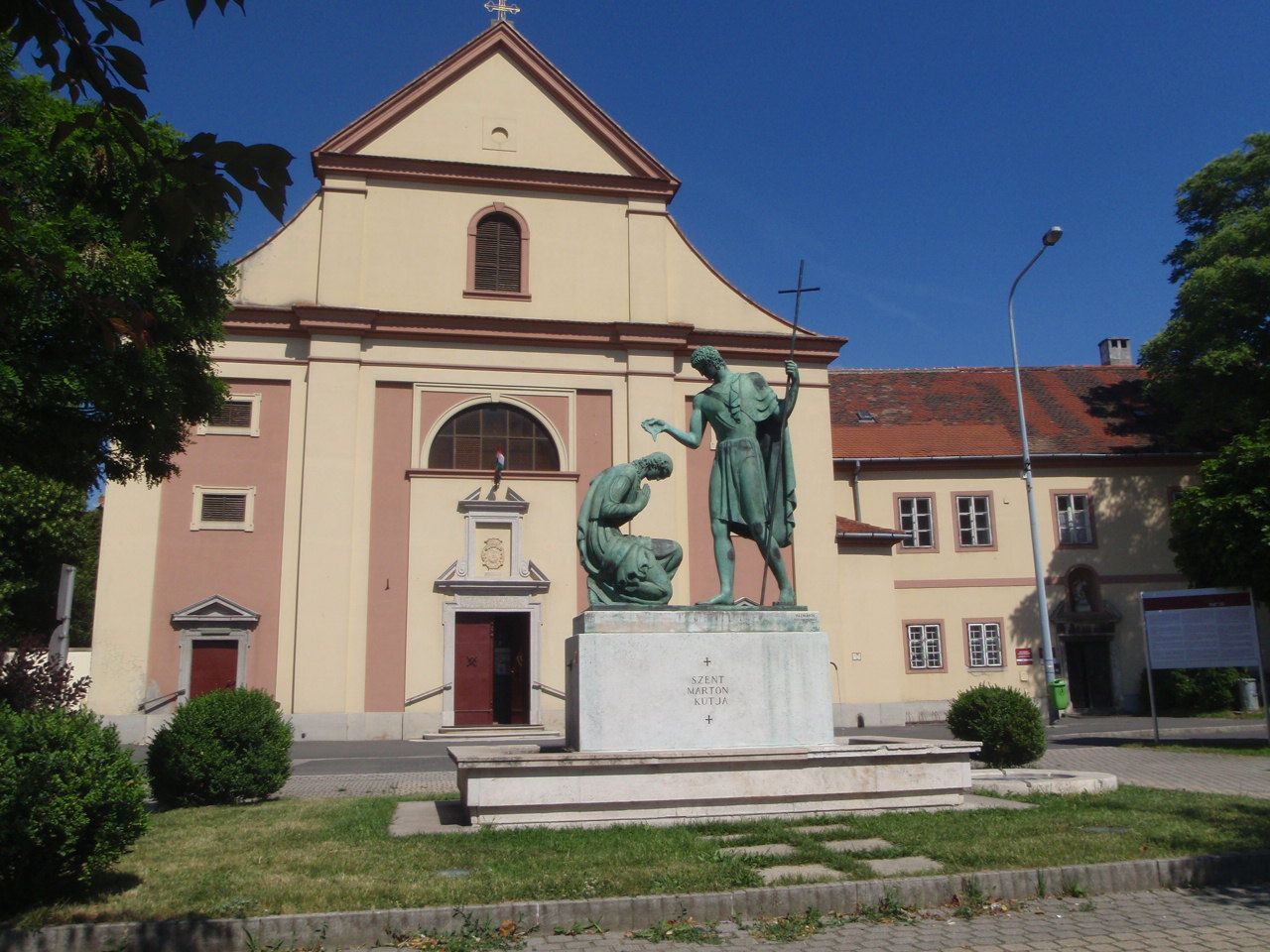
Szombathely, Szent Márton-templom az 1930-as bővítést követően

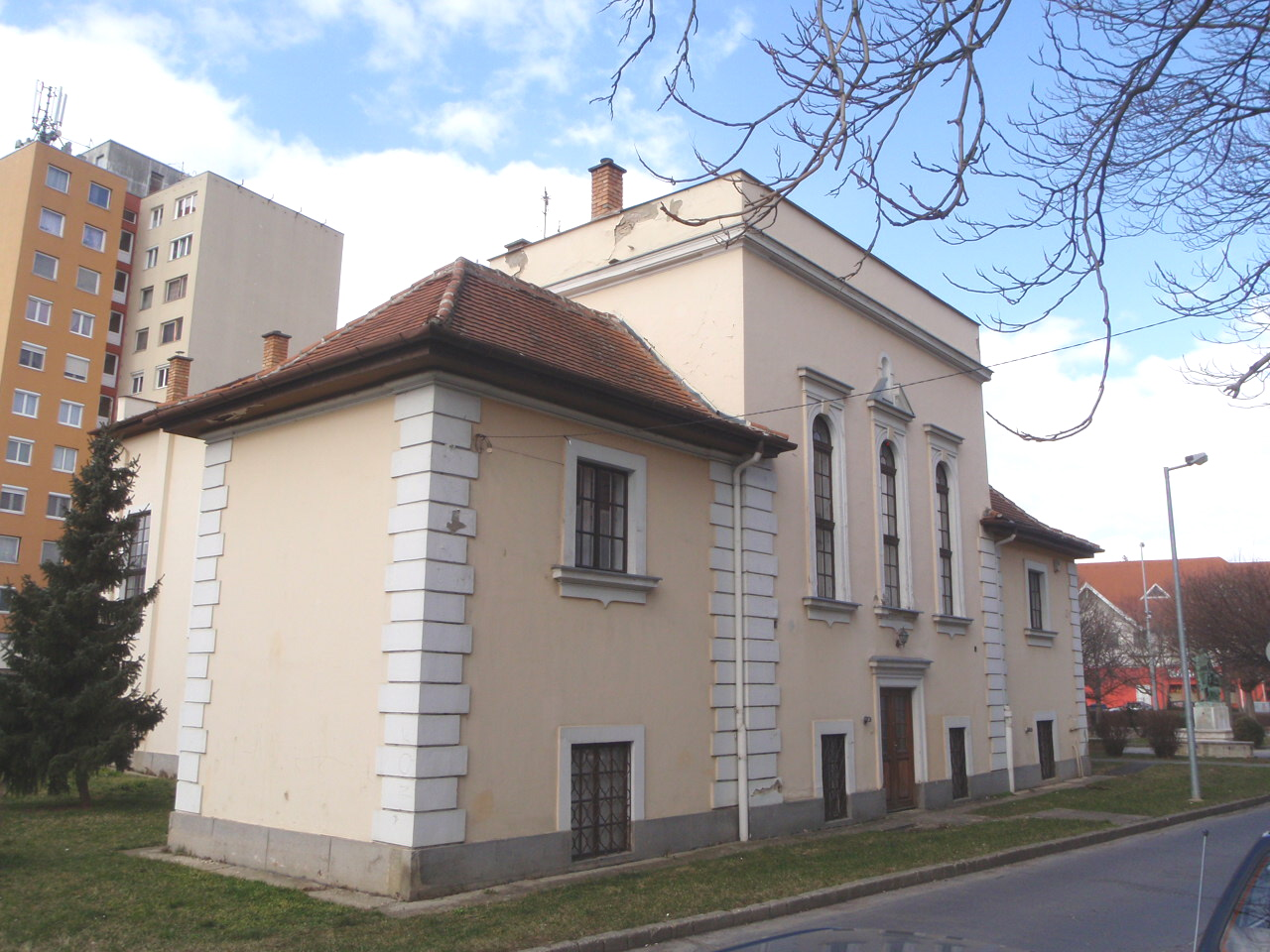
Szombathely, Domonkos kultúrház

Wälder Gyula (Szombathely, 1884. február 25. – Budapest, 1944. június 10.) magyar építész, műegyetemi tanár, az MTA levelező tagja.

## Életpályája
Apja, Wälder Alajos jónevű szombathelyi építész volt, akinek keze nyomát a megyeszékhely számos épülete viseli. A középiskolát 1893 és 1897 között a Szombathelyi Királyi Katolikus Főgimnáziumban, 1897 és 1901 között a Budapesti II. kerületi Királyi Egyetemi Katolikus Főgimnáziumban végezte. Egyetemi tanulmányait szintén Budapesten, valamint Bécsben, Friedrich Ohmann-nál végezte, 1905-ben szerzett oklevelet a Magyar Királyi József Műegyetemen. Olaszországi tanulmányútja után, az első világháború kezdetéig Ausztriában tanulmányozta a barokk stílus emlékeit. Később Egerben számos műemléki helyreállítást vezetett, melyekben a barokk iránti elkötelezettsége szintén megnyilvánul. A stílus iránti rajongása élete végéig elkísérte.
A Műegyetem ókori építészet tanszékén 1906-tól Nagy Virgil tanársegédje, mellette pedig a Fővárosi Közmunkák Tanácsánál előadó. 1923-tól haláláig az ókori építészeti tanszék kinevezett egyetemi tanára, 1935-től a Magyar Tudományos Akadémia levelező tagja. Oktatói munkásságában a Czigler Győző, majd Nagy Virgil által kijelölt utat folytatta.
Wälder Gyula ugyanezen időben magánirodát is fenntartott ahol számos, később neves építész is dolgozott. Többek között: Lauber László, Nyiri István, id. Rimanóczy Gyula. Aktív építészeti munkásságával és tanulmányaival, értekezéseivel, bírálataival egyaránt jelentős befolyást gyakorolt a két világháború közötti magyar építészetre.
A fővárosban számos épületével találkozhatunk, amelyek kora építészeti gondolkodásmódja historizáló stílusvonulatának jellemző és jelentős alkotásai. Aktívan részt vett a városrendezési tervpályázatokon is, melyek jórészt megvalósulatlanok maradtak, egy kivétellel: a tervezett Madách Imre sugárút Károly körúti torkolata (Madách Imre tér és környéke), amely mélyen beékelődik a Zsidónegyed évszázados szövetébe, a második világháború kezdetére készült el. A folytatást, de még a tér tágabb környezetének rendezését is elmosta a háború, valamint az azt követő zűrzavaros időszak, később pedig a szocializmus. Épületei, restaurálásai meghatározóan formálták Eger, Balassagyarmat és Gyöngyös belvárosának képét. Számos köz- és magánépülete áll Miskolcon és Szegeden is. Szombathely mai arculatának kialakításához is jelentősen hozzájárult. 1922-ben Warga László egyetemi tanárral közösen első díjat nyertek a város rendezésére kiírt pályázaton. Ez alapján Niesner Aladárral készítette el azt a szabályozási tervet, amelynek hatásai napjainkig érezhetők. Ennek nyomán épült meg az elmúlt években a Brenner Tóbiásról elnevezett szakasszal befejeződő „belső körút”. Megyeszékhelyi tevékenységének további jelentős épületei: a Szent Márton-templom nyugati irányú bővítése és a mellette álló Domonkos kultúrház tervezése.
Az iskolaépítés terén szerzett kiváló érdemeinek elismeréséül, 1929-ben a kormányzó a II. oszt. magyar érdemkereszttel jutalmazta. 1930-ban Corvin-koszorúval tüntették ki.
Sajátos, rendszerint könnyen felismerhető építészeti alkotásaiban minduntalan a barokk változatos formavilágához nyúl vissza, melyet a modern építészeti vívmányok szolgálatába próbál állítani. Ezért már kortársai részéről is, a szocializmus időszakában pedig különösen sok támadás érte. A közgondolkodás változását jelzi, hogy a Major Máté által még Budapest arculatán éktelenkedő májfoltnak nevezett Madách téri épületcsoportja időközben műemléki védettséget nyert. Épülettervein a díszítés nem öncélú, általában a funkcionális igények, valamint a takarékosságra törekvés határozza meg.
1944-ben, élete teljében váratlanul ragadta el a halál.

## Emlékezete
Hamvait a Fiumei úti sírkert 35-1-7 sz. sírjába helyezték, 1944 júniusában. Ravatalánál Vitéz Becske Károly elnök mondott gyászbeszédet. Szombathelyen az Óperint utca 14. sz. ház falán 1970 decembere óta hirdeti emléktábla Wälder Gyula emlékét, aki 1884. február 25-én született itt, Wälder Alajos fiaként.

## Művei

### Budapesten

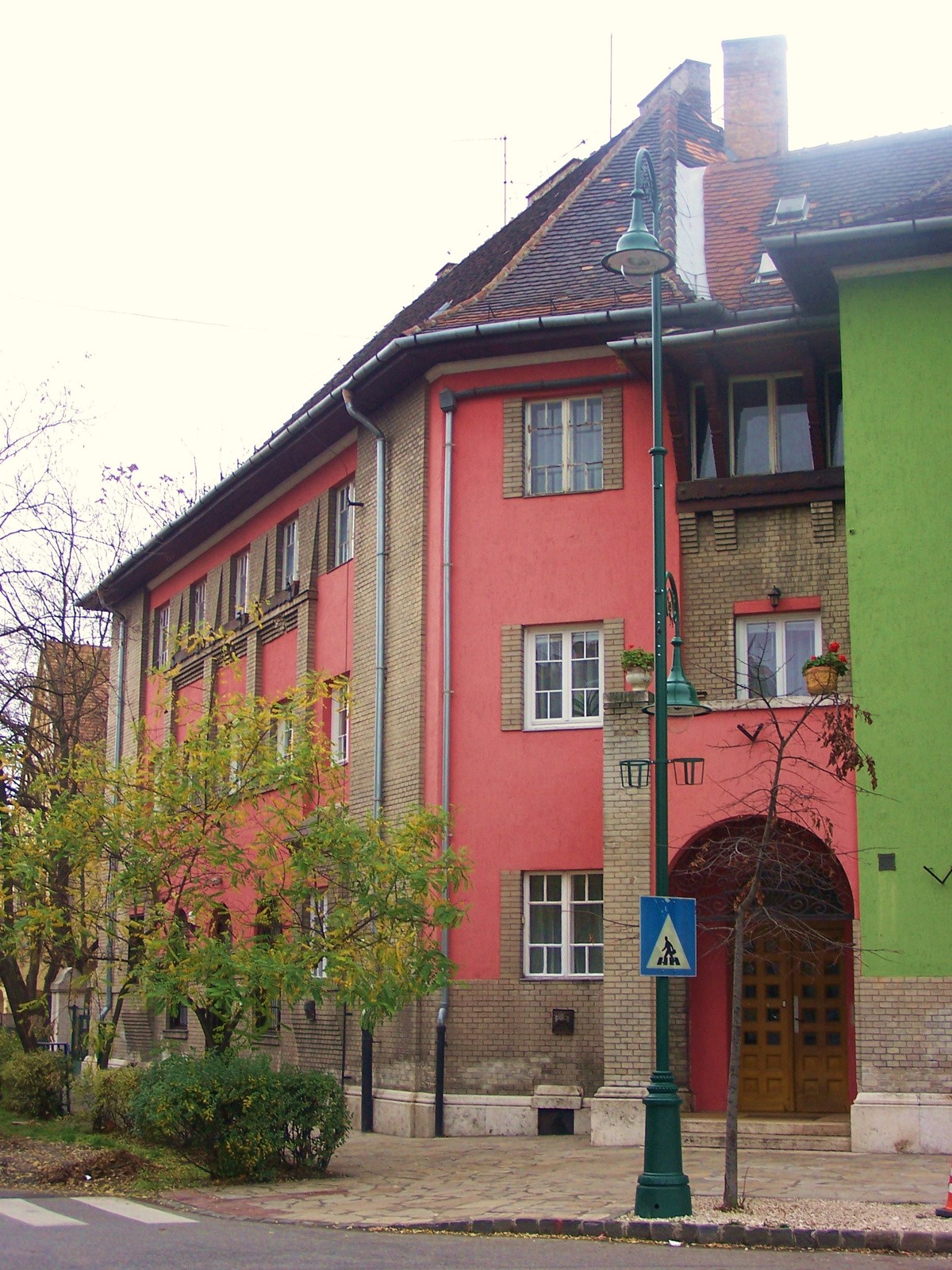
Kós Károly tér 9.

- 1910–12. Budapest, XIX. Kispest Wekerletelep. Lakóház típusok
- 1912–13. Budapest, XIX. Kós Károly tér tér 6. Lakóház (Kispest, Wekerle-telep)
- 1925–26. Budapest, VII. Akácfa utca 15–21. Székesfővárosi Közlekedési Rt. Székháza, (neobarokk, ma BKV székház)
- 1925–26. (?) Budapest, XII. Ugocsa utca 5 (Hertelendy utca 8.) lakóház neobarokk stílusban
- 1926. Budapest, II. Fillér utca 40–42. lakóépület (ma: brit követségi rezidencia)
- 1926. Budapest, a Margit-szigeti nagyszálló bővítése
- 1928–29. Budapest, Himfy utca 9. eredetileg Wälder Gyula családi háza (ma: a Szt. Imre egyházközség tulajdona.) neobarokk stílusban
- 1931. Budapest, II. Napraforgó utca 2. (Kislakásos mintatelep Budapest, II. Napraforgó utca 1–19 és 2–22.)
- 1931. Budapest, Bem rakpart 25/a–b és 26. A háztömb dunai architektúráját Wälder Gyula határozta meg.
- 1935. A Budapest, VII. Károly körút 15–25. számú házsor homlokzata, a Madách téri bérházzal egységes városkép biztosítása céljából. (Az 1930-ban kiirt tervpályázatot Árkai Aladár nyerte meg)
- 1936. Budapest, II. Szemlőhegyi út 23/a villa neobarokk stílusban.
- 1937–38. Fővárosi Közmunkák Tanácsa székháza, Budapest, VII. Madách Imre tér 3–4., (ma több önálló lakó- és irodaház. Műemlék)
- 1937. Budapest, VII. Károly körút 21–22. Kettős lakóépület üzletekkel
- 1938. Budapest, VII. Madách Imre út 1. (Szt. Margit sziget Gyógyfürdő Rt. alkalmazottainak nyugdíjpótló egyesülete, hatemeletes bérház)
- 1936–37. Budapest, VII. Rákóczi út 12. Guttmann-sarokház, emeletein lakásokkal (Először Györgyi Dénes készített tervet a későbbi Verseny áruháznak, ami nem valósult meg.)
- 1927–29. Budapest, XI. Villányi út 15–27. Ciszterci gimnázium, neobarokk stílusban.
- 1937–38. Ciszterci Szent Imre templom, neobarokk stílusban (tervezőtárs: Pázmándy István műegyetemi adjunktus)

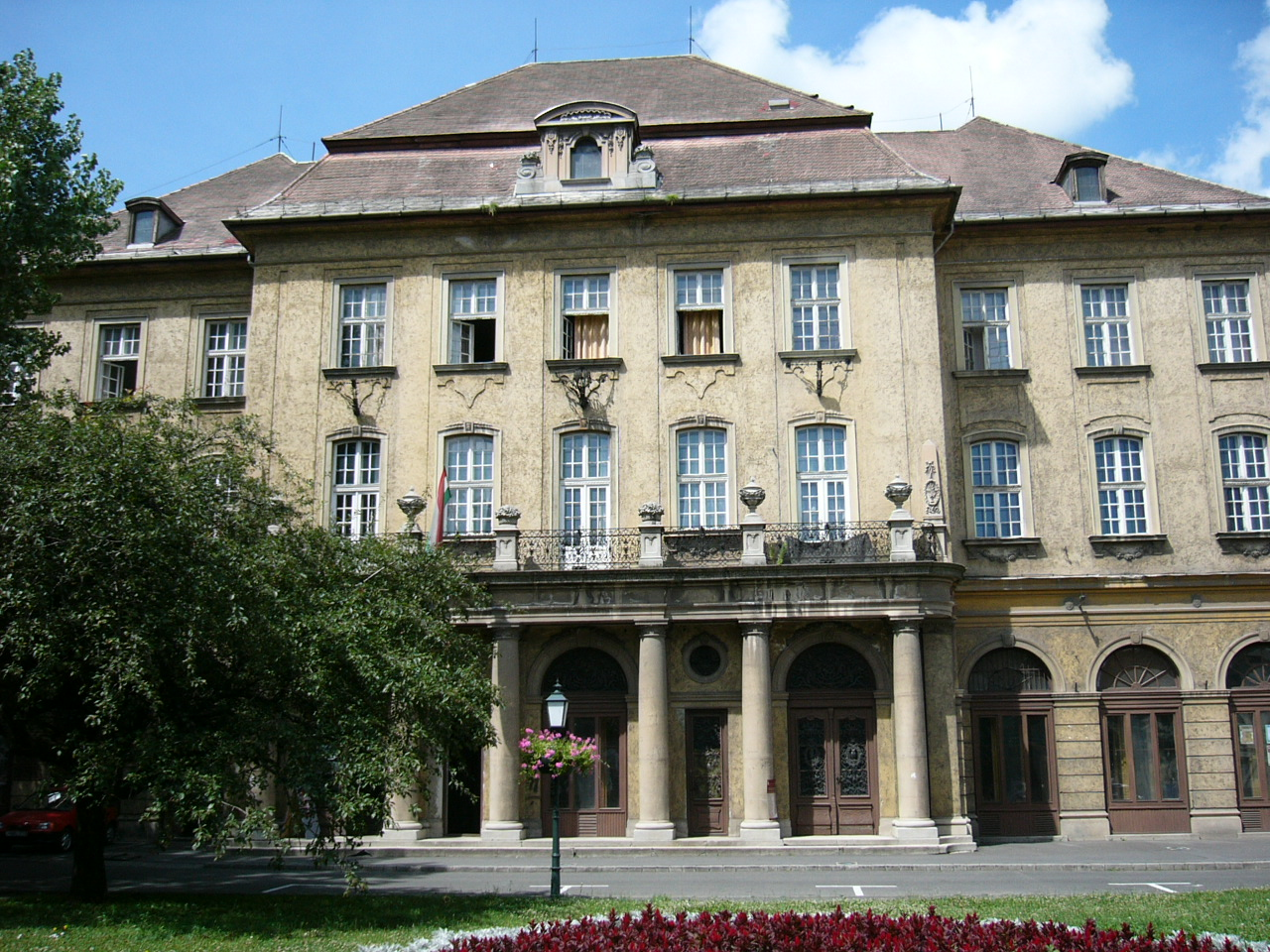
A Miskolci Zenepalota

### Más településeken
- 1908–11: Miskolc: a Felsőkereskedelmi iskola épülete
- 1911. Pozsony, Múzeum és könyvtár. I. díj és megbízás
- 1914. Balassagyarmat, Palóc liget 1. Palóc Múzeum épülete
- 1926. Debrecen, székesegyház, a Szent Anna római katolikus templom felújítása
- 1927. Eger, Korona (Park) szálló [halott link]
- 1929. Eger, Deák Ferenc út 5. Deák Ferenc Római Katolikus Iskola
- 1926–27. Miskolc, Bartók tér 1. Zenepalota
- 1926. Esztergom, Lőrinc utca 17. Megyei tisztviselői bérház (Bérpalota)
- 1934. Borsodnádasd, Petőfi Sándor utca 8. Lemezgyári római katolikus templom
- 1937. Miskolc: Postapalota
- Eger: Szent Ferenc-otthon
- Eger: Polgári leány és fiúiskola, Irgalmas utcai iskola, Siketnémák intézete, Posta
- Kisvárda: Kisvárdai Bessenyei György Gimnázium és Kollégium Magyarország szófiai nagykövetsége (Bulgária)

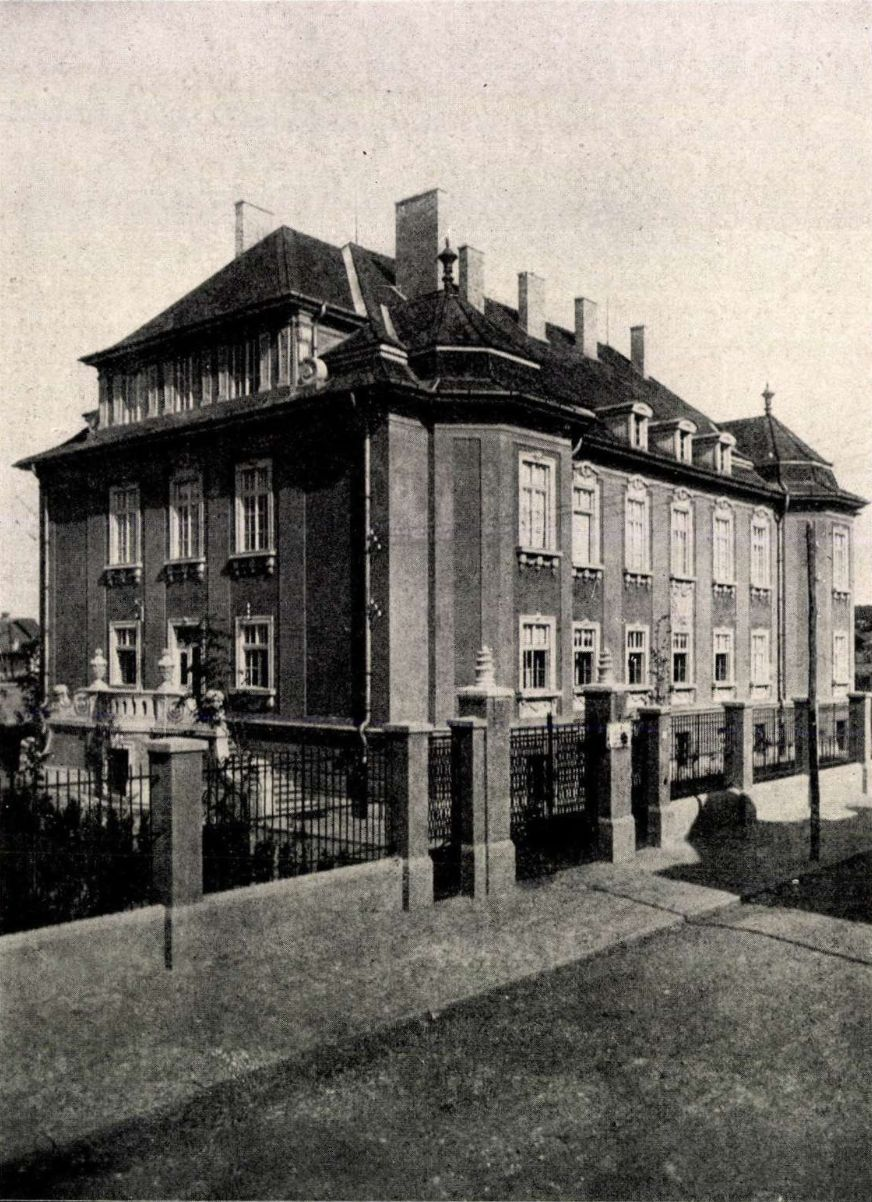
Magyarország szófiai nagykövetsége (Bulgária)

- Szeged: Polgári leány és fiúiskola (Szegedi Tudományegyetem Juhász Gyula Gyakorló Általános Iskolája)
- Nyíregyháza: katolikus bérpalota (1928) és a ferences kolostor épületegyüttese (csak egy épület valósult meg)
- Szombathely: Szent-Márton templom bővítése, Domonkos kultúrház

### Külföldön
- 1926–1927. Bulgária, Szófia Magyar Követségi Palota épülete [halott link]
- Olaszország, Róma: II. Szilveszter pápa – a magyar szent korona adományozójának – síremléke a lateráni Szent János-bazilikában[forrás?]

### Meg nem valósult tervei
- 1910: Törvényszék és Fogház, Trencsén[10]
- 1910: Múzeum, Balassagyarmat[10]
- 1913: erdőigazgatósági székház, Besztercebánya[11]

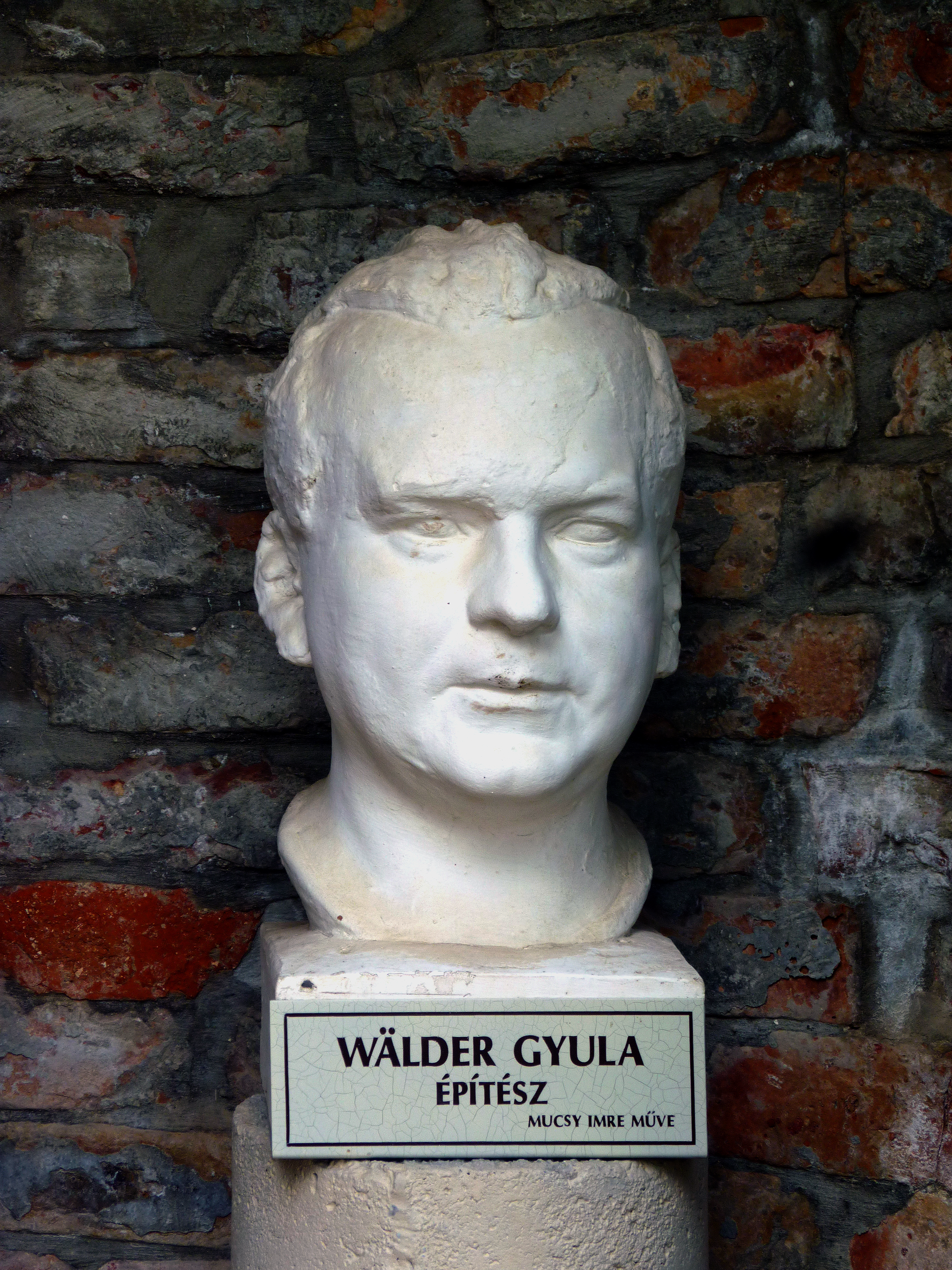
Mellszobra a székesfehérvári Bory-várban (Mucsy Imre)

## Egyéb irodalom
- (szerk.) Rozsnyai József: Építőművészek a historizmustól a modernizmusig, Terc Kereskedelmi és Szolgáltató Kft. Szakkönyvkiadó Üzletága, Budapest, 2018, ISBN 978-615-5445-52-1
- Paár Eszter Szilvia: Wälder Gyula; Holnap, Bp., 2020 (Az építészet mesterei)
- Szombathely, Óperint út 14. Wälder Gyula emléktáblája
- MŰEMLÉKEM.HU Balassagyarmat, Palóc múzeum
- MŰEMLÉKEM.HU Borsodnádasd, Lemezgyári római katolikus templom
- MŰEMLÉKEM.HU József Attila gimnázium
- Debrecen, Szent Anna-templom
- Képek a Szegedi Tudományegyetem Juhász Gyula Gyakorló Általános Iskolájáról